# Mario Incudine
Mario Incudine (Enna, 2 giugno 1981) è un cantante, attore teatrale e polistrumentista italiano.
Esponente della musica popolare siciliana, si è anche cimentato nella world music.

## Biografia
La sua prima esperienza artistica è la partecipazione al film di Antonio Maddeo Vò Vò, girato in Sicilia nei primi anni '90.
Poi, entra a far parte della compagnia teatrale Amici del Teatro, con cui comincia a girare per i teatri d'Italia, ottenendo numerosi riconoscimenti come attore e autore di colonne sonore. Con Il berretto a sonagli di Luigi Pirandello, Mario Incudine vince il Premio Finale 2004 di Viterbo come migliore spettacolo e migliore compagnia, ricevendo l'apprezzamento della critica per l'originalità delle musiche.
Nel 1996 fonda il gruppo Janniscuru, con Franco Barbarino. Con il gruppo nel 2002 incide il cd Un Natali di paci, che raccoglie brani natalizi della tradizione siciliana, e poi comincia a esibirsi in varie località isolane in qualità di cantante e musicista (mandolino, mandola, tammorra).
Nel 1999 fonda il trio I petri c'addumanu ("le pietre che accendono"), con cui pubblica l'album In forma di musica, prodotto dal Comune di Enna.
Nel 2003 concretizza un progetto di solista con la realizzazione dell'album Terra (radici nel futuro), prodotto dalla Regione Siciliana, Assessorato alla Pubblica Istruzione e ai Beni Culturali.
Mario Incudine partecipa a numerose trasmissioni televisive su Rai 2, Rete 4 e Antenna Sicilia.
Mario Incudine ha fatto parte del prestigioso gruppo di musica siciliana Taberna Mylaensis con i quali ha suonato in tournée a Ulanna, Istanbul e Milano.
Nel 2009 vince il 10º Festival della nuova canzone siciliana e partecipa, l'anno successivo, all'undicesima edizione, vincendo il premio della critica.
Nel 2010 partecipa all'album tributo a Fabrizio De André, Canti randagi 2, con una versione personale della canzone Bocca di Rosa.
Nel 2011 è autore delle musiche nonché interprete dello spettacolo teatrale Curri l'Aria, insieme alle attrici Elisa Di Dio e Nadia Trovato.
Nel 2013 realizza il videoclip Li Culura scritto e diretto da Davide Vigore.

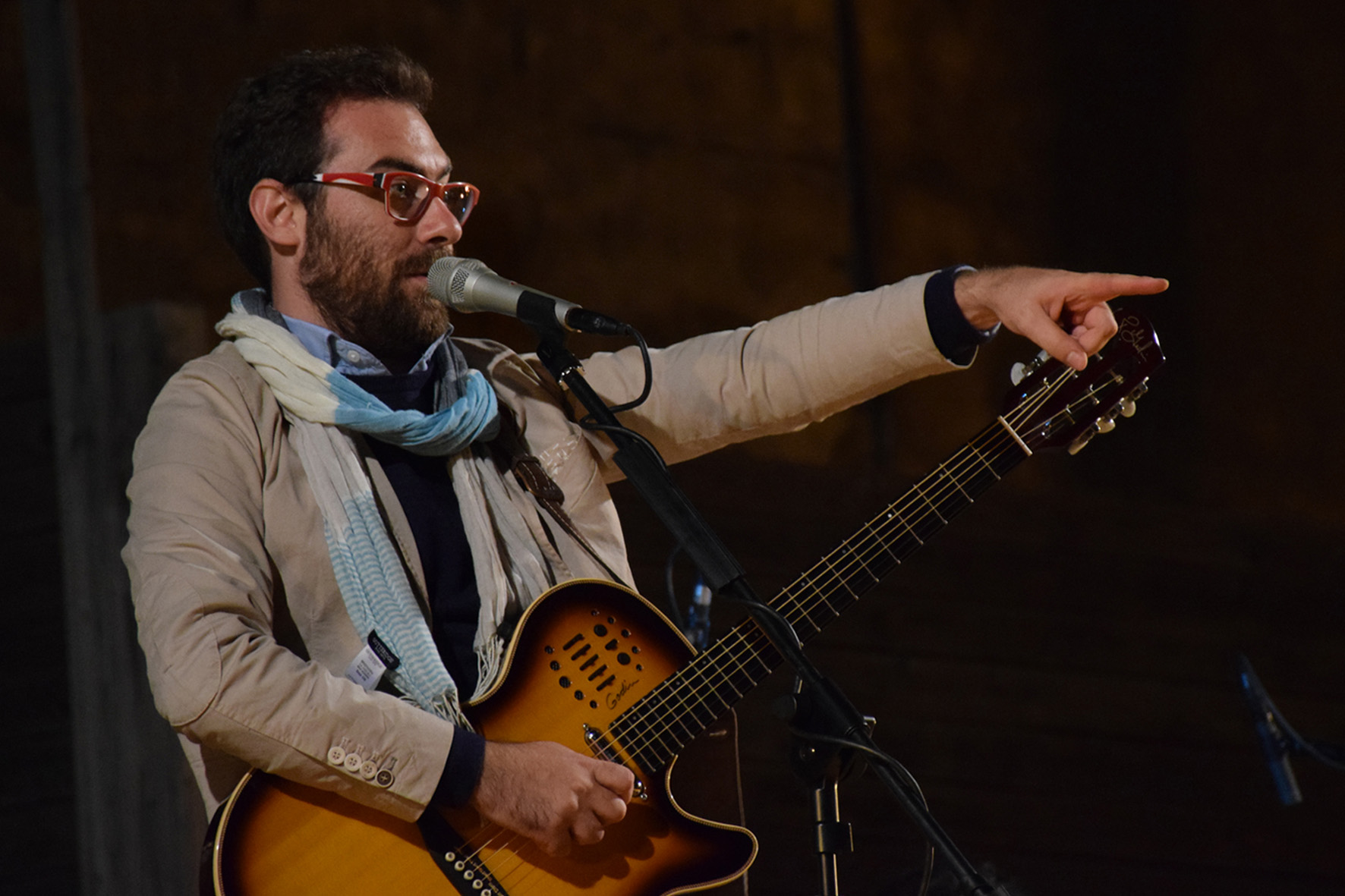
Mario Incudine in concerto

Nel 2015 è in scena con Le supplici di Eschilo al teatro greco di Siracusa, regia di Moni Ovadia e Mario Incudine. Traduzioni in lingua siciliana di Mario Incudine e Kaballà. Musiche originali di Mario Incudine.
La sera del 5 aprile 2018 su Rai 1 viene lanciato il videoclip del singolo di Biagio Antonacci Mio fratello, al quale collabora Mario Incudine per la regia di Gabriele Muccino con la partecipazione dei fratelli Giuseppe e Rosario Fiorello e pubblicato il giorno successivo.